# 間端夫
間 端夫（あいだ まさお、1909年11月24日 - 1994年5月29日）は、日本の経営者。福岡県出身。

## 経歴
1933年に九州帝国大学法学部法学科を卒業し、同年8月に八幡製鉄所に入社。1954年12月に参与に就任し、1961年2月に愛知製鋼専務を経て、1962年6￥2月に副社長に就任し、1964年2月から1969円12月までに社長を務めた。1972年5月から1976年9月までに日本特殊鋼社長を務めた。
1994年5月29日心不全のために死去。84歳没。